# Mehdi Bourabia
Mehdi Bourabia (ur. 7 sierpnia 1991 w Dijon) – marokański piłkarz francuskiego pochodzenia grający na pozycji środkowego napastnika. Występuje w klubie Spezia Calcio.

## Kariera klubowa

### Grenoble B
Bourabia trafił do rezerw Grenoble 1 lipca 2009 roku z młodzieżowych drużyn Dijon. W ich barwach zadebiutował 8 sierpnia 2009 roku w wygranym 1:0 spotkaniu przeciwko Bastia-Borgo. Pierwszą bramkę dla nich zdobył 11 października w meczu z FC Sochaux (wyg. 1:0). Ostatecznie dla rezerw Grenoble Marokańczyk rozegrał 28 spotkań, w których strzelił 3 gole.

### Grenoble
Bourabia zadebiutował dla Grenoble 7 listopada 2009 roku w meczu z AS Monaco (0:0). Pierwszego gola strzelił on 24 września 2010 roku w przegranym 2:1 spotkaniu przeciwko FC Nantes. Łącznie dla Grenoble Marokańczyk wystąpił w 12 meczach i zdobył 1 bramkę.

### Wolny zawodnik
Bourabia był wolnym zawodnikiem przez 2 lata – od 1 lipca 2011 do 1 lipca 2013.

### Lille OSC B
Bourabia rozpoczął treningi z rezerwami Lille OSC 1 lipca 2013 roku. Debiut dla nich zaliczył 14 września 2013 roku w zremisowanym 2:2 spotkaniu przeciwko Chambly. Pierwszą bramkę dla Lille OSC B piłkarz ten zdobył 11 stycznia 2014 roku w starciu z rezerwami PSG. Łącznie dla rezerw Lille Marokańczyk wystąpił 18 razy, strzelając 2 gole.

### Łokomotiw Płowdiw
Bourabia przeszedł do Łokomotiwu Płowdiw 9 lutego 2015 roku. Pierwszy występ dla tego zespołu zaliczył 22 lutego 2015 roku w meczu z Łokomotiwem Sofia (wyg.2:1). Premierowego gola dla zespołu z Płowdiwu piłkarz ten strzelił 7 kwietnia 2015 roku w przegranym 5:1 spotkaniu z Czerno More Warna. Ostatecznie dla Łokomotiwu Płowdiw Marokańczyk rozegrał 15 meczów i zdobył 2 bramki.

### Czerno More Warna
Bourabia trafił do Czerno More Warna 1 lipca 2015 roku za darmo. Zadebiutował w jego barwach 18 dni później w meczu z Pirinem Błagojewgrad (1:1). Natomiast pierwszą bramkę piłkarz ten 12 sierpnia 2015 roku zdobył w wygranym 0:1 spotkaniu przeciwko Łudogorcowi Razgrad. Dla Czerno More Warna Marokańczyk wystąpił w 22 meczach, strzelając 4 gole.

### Lewski Sofia
Bourabia podpisał kontrakt z Lewskim Sofia 10 stycznia 2016 roku, a kwota transferu opiewała na 100 tys. €. Debiut dla tego zespołu zaliczył 13 sierpnia 2016 roku w starciu z Łudogorcem Razgrad (wyg. 1:0). 3 grudnia 2016 roku w meczu ze Sławią Sofia zawodnik ten strzelił swojego pierwszego gola (wyg. 1:0). Łącznie dla Lewskiego Sofia Marokańczyk rozegrał 41 spotkań i zdobył 2 bramki.

### Konyaspor
Bourabia przeniósł się do Konyasporu 1 lipca 2017 roku za 550 tys. €. Zadebiutował w jego barwach 13 sierpnia 2017 roku w przegranym 2:1 spotkaniu z Trabzonsporowi. Swoją pierwszą bramkę piłkarz ten zdobył przeciwko Vitórii Guimarães 7 grudnia 2017 roku (1:1). Łącznie dla Konyasporu Marokańczyk wystąpił 39 razy, strzelając 2 gole.

### US Sassuolo
Bourabia trafił do US Sassuolo 17 lipca 2018 roku za 2,2 mln €. Pierwszy mecz dla tego klubu rozegrał 19 sierpnia 2018 roku przeciwko Ternanie Calcio (wyg. 5:1). Swojego premierowego gola zawodnik ten strzelił 12 maja 2019 roku w przegranym 3:2 starciu z Torino. Do 23 marca 2021 roku dla US Sassuolo Marokańczyk rozegrał 65 meczów i zdobył 4 bramki.

### Spezia Calcio
Bourabię wypożyczono do Spezii Calcio 30 sierpnia 2021 roku.

## Kariera reprezentacyjna
Bourabia wystąpił dla seniorskiej reprezentacji Maroka 8 razy, nie strzelając żadnego gola.
| Numer | Przeciwko | Ranga                                     | Data                 | Gole | Asysty | Wynik (ziel. wygrane, żół. remisy, czer. porażki) |
| ----- | --------- | ----------------------------------------- | -------------------- | ---- | ------ | ------------------------------------------------- |
| 1     | Komory    | Puchar Narodów Afryki 2019 – kwalifikacje | 16 października 2018 | 0    | 0      | 2:2                                               |
| 2     | Malawi    | Puchar Narodów Afryki 2019 – kwalifikacje | 22 marca 2019        | 0    | 0      | 0:0                                               |
| 3     | Argentyna | Mecz towarzyski                           | 26 marca 2019        | 0    | 0      | 0:1                                               |
| 4     | Gambia    | Mecz towarzyski                           | 12 czerwca 2019      | 0    | 0      | 0:1                                               |
| 5     | Zambia    | Mecz towarzyski                           | 16 czerwca 2019      | 0    | 0      | 2:3                                               |
| 6     | Namibia   | Puchar Narodów Afryki 2019                | 23 czerwca 2019      | 0    | 0      | 1:0                                               |
| 7     | Libia     | Mecz towarzyski                           | 11 października 2019 | 0    | 0      | 1:1                                               |
| 8     | Gabon     | Mecz towarzyski                           | 15 października 2019 | 0    | 0      | 2:3                                               |

## Sukcesy
- Superpuchar Bułgarii – 1x, z Czerno More Warna, 2015 rok[16]
- Superpuchar Turcji – 1x, z Konyasporem, 2017 rok[28]